# Pierre Moinot
Pierre Moinot (Fressines, Poitou, 29 de Março de 1920 — Paris, 6 de Março de 2007) foi um romancista e académico francês.
Recebeu o Prémio Femina em 1979 por Le Guetteur d'ombre e foi eleito membro da Académie française em 1982, onde ocupou a cadeira 19 até à sua morte.
Moinot nasceu e foi criado na região de Poitou, a qual se tornaria tema de inspiração para muitas das suas obras.
Foi mobilizado para a Segunda Guerra Mundial e chegou a ser feito prisioneiro. Participou na Resistência em Grenoble e tomou parte nas campanhas armadas francesas a Itália, antes de desmbarcar na Provença em 1944.
Em 1966 foi nomeado director das artes e das letras.
Paralelamente ao seu brilhante percurso de homem público, nomeadamente no meio do audiovisual na década de 1970, prosseguiu uma obra literária exigente, marcada por um estilo clássico rigoroso.
Publica o seu primeiro romance, "Armes et bagages" em 1952; em 1954 obtém o Grande Prémio do Romance da Académie française por "La Chasse royale". Em 1979 recebe o Prémio Femina com o seu romance "Le Guetteur d'ombres".
Pierre Moinot faleceu em Paris, aos 86 anos de idade.

## Obras
- 1952 : Armes et Bagages, roman  (Gallimard)
- 1954 : La Chasse royale, roman  (Gallimard)
- 1957 : La Blessure, nouvelles  (Gallimard)
- 1960 : Le Voleur, court métrage  (Gallimard) (Adaptation)
- 1964 : Le Sable vif, roman  (Gallimard)
- 1966 : Repos à Bacoli, dramatique Adaptation.
- 1967 : Quand la liberté venait du ciel, série de douze dramatiques (Adaptation d'après un dossier d'Albert Ollivier)
- 1971 : Héliogabale, théâtre  (Gallimard)
- 1977 : La Griffe et la Dent, album animalier  (Denoël)
- 1978 : Mazarin, série de quatre dramatiques originales
- 1978 : Mazarin, scénario  (Gallimard)
- 1979 : Le Guetteur d’ombre, roman  (Gallimard)
- 1988 : Jeanne d'Arc, série de quatre dramatiques originales (En collaboration avec Jean-François Griblin)
- 1988 : Jeanne d’Arc, le pouvoir et l’innocence  (Flammarion)
- 1991 : La Descente du fleuve, roman  (Gallimard)
- 1993 : Tous comptes faits, entretiens  (Quai Voltaire. Réédité chez Gallimard en 1997)
- 1994 : T.E. Lawrence en guerre, étude  (Quai Voltaire)
- 1997 : Attention à la peinture  (Gallimard)
- 1999 : Le Matin vient et aussi la nuit  (Gallimard)
- 2002 : La Mort en lui  (Gallimard)
- 2003 : Coup d'état  (Gallimard)